# Hans Watzek (Politiker)
Hans Watzek (* 10. Oktober 1932 in Niemes, Tschechoslowakei) ist ein ehemaliger deutscher Politiker der Blockpartei DBD. Er war von 1963 bis 1990 Mitglied der Volkskammer und in der Wendezeit 1989/90 Minister für Land-, Forst- und Nahrungsgüterwirtschaft der DDR.

## Leben
Die Familie Watzeks wurde 1945 in die Sowjetische Besatzungszone zwangsumgesiedelt, Watzek arbeitete in der Neubauernwirtschaft seiner Eltern. Er absolvierte 1946–1949 eine landwirtschaftliche Lehre, studierte bis 1952 an der Fachschule für Landwirtschaft und bis 1955 an der Deutschen Akademie für Staats- und Rechtswissenschaften in Potsdam. Bis 1962 war er Assistent in der MTS Ivenack und wissenschaftlicher Mitarbeiter an der Hochschule für Landwirtschaft in Bernburg (Saale) und bis 1965 Vorsitzender der LPG „12. Juli“ in Brietzig. 1962 wurde er an der Deutschen Akademie für Staats- und Rechtswissenschaft „Walter Ulbricht“ mit der Arbeit Die Auswirkungen der leihweisen Übergabe der Technik der Maschinen-Traktoren-Stationen an die Landwirtschaftlichen Produktionsgenossenschaften auf die Durchsetzung der wirtschaftlichen Rechnungsführung in den LPG zum Dr. rer. pol. promoviert.
Hans Watzek trat 1950 der DBD bei. Seit 1963 war er Mitglied des DBD-Parteivorstandes, Abgeordneter der Volkskammer und Mitglied des Bezirks-Landwirtschaftsrates Neubrandenburg, 1965–1989 Direktor des Institutes beziehungsweise wissenschaftlich-technischen Zentrums für Landwirtschaft des Rates des Bezirkes. Ab 1969 war er Vorsitzender des Bezirksausschusses der Nationalen Front der DDR und Mitglied des Nationalrates der Nationalen Front. Von November 1989 bis April 1990 war Hans Watzek als Nachfolger von Bruno Lietz Minister für Land-, Forst- und Nahrungsgüterwirtschaft in der Regierung von Hans Modrow. Er war an der Vorbereitung der Gesetzgebung zum Bestandsschutz der DDR-Landwirtschaft im Vereinigungsprozess und der Garantieerklärung der Sowjetunion für den Erhalt der Ergebnisse der Bodenreform maßgeblich beteiligt.
Im März 1990 wurde Watzek erneut zum Abgeordneten der Volkskammer und dann zum Vorsitzenden ihres Ausschusses für Ernährung, Land- und Forstwirtschaft gewählt. Ende Juli trat er in die SPD-Fraktion über, hatte diese aber im September 1990 wieder verlassen und war ab dem Zeitpunkt parteilos.
Hans Watzek wurde später Mitglied der PDS und war Mitglied des Ältestenrats der Partei Die Linke.

## Veröffentlichungen
- EU-Agrarpolitik auf dem Prüfstand. Bilanz und Alternativen einer sozialen und ökologischen Landwirtschaft. VSA-Verlag, Hamburg 2002, ISBN 3-87975-867-0.
- mit Kurt Krambach, Agrargenossenschaften heute und morgen. Soziale Potenziale als genossenschaftliche Gemeinschaften. Studie. Dietz, Berlin 2002, ISBN 3-320-02932-0 (Rosa-Luxemburg-Stiftung. Manuskripte 35).
- Hrsg. mit Hans Modrow, Junkerland in Bauernhand. Die deutsche Bodenreform und ihre Folgen. Das Neue Berlin, Berlin 2005, ISBN 3-360-01066-3.